# Štitare
Štitare (szerbül: Штитаре), település Szerbiában, a Raškai körzet Novi Pazar községében.

## Népesség
- 1948-ban 231 lakosa volt.
- 1953-ban 229 lakosa volt.
- 1961-ben 233 lakosa volt.
- 1971-ben 176 lakosa volt.
- 1981-ben 132 lakosa volt.
- 1991-ben 100 lakosa volt.
- 2002-ben 77 lakosa volt, akik mindannyian szerbek.